# Caiac canoe la Jocurile Olimpice de vară din 2020 - C-1 masculin
Proba masculină de canoe C-1 de la Jocurile Olimpice de vară din 2020 a avut loc în perioada 25-26 iulie 2021 pe Kasai Canoe Slalom Centre. 
La această probă au participat 18 sportivi. Dintre aceștia, 11 au fost selectați în urma Campionatului Mondial din 2019. Cinci locuri au fost distribuite după campionatele regionale, astfel încât fiecare dintre cele cinci zone să primească un loc. În plus față de acestea, țării gazdă, Japonia, i s-a alocat un loc. La această probă a participat maximum un sportiv dintr-o țară.
Titlul a fost câștigat de slovenul Benjamin Savšek.

## Program
Orele sunt ora Japoniei (UTC+9) 
| Data                    | Timp  | Etapă             |
| ----------------------- | ----- | ----------------- |
| Duminică, 25 iulie 2021 | 13:00 | Calificări        |
| Luni, 26 iulie 2021     | 14:00 | Semifinale Finala |

## Rezultate
| Loc | Nr. concurs | Canotor             | Țară                       | Serii preliminare | Serii preliminare | Serii preliminare | Serii preliminare | Serii preliminare | Serii preliminare | Semifinale                     | Semifinale                     | Semifinale                     | Finala                         | Finala                         | Finala                         |
| Loc | Nr. concurs | Canotor             | Țară                       | 1a cursă          | Pen.              | A 2-a cursă       | Pen.              | Cel mai bun       | Ordine            | Timp                           | Pen.                           | Ordine                         | Timp                           | Pen.                           | Ordine                         |
| --- | ----------- | ------------------- | -------------------------- | ----------------- | ----------------- | ----------------- | ----------------- | ----------------- | ----------------- | ------------------------------ | ------------------------------ | ------------------------------ | ------------------------------ | ------------------------------ | ------------------------------ |
| 1   | 3           | Benjamin Savšek     | Slovenia                   | 98,82             | 2                 | 105,87            | 4                 | 98,82             | 2                 | 104,26                         | 2                              | 5                              | 98,25                          | 0                              | 1                              |
| 2   | 8           | Lukáš Rohan         | Cehia                      | 103,98            | 2                 | 102,15            | 2                 | 102,15            | 8                 | 103,68                         | 2                              | 4                              | 101,96                         | 2                              | 2                              |
| 3   | 1           | Sideris Tasiadis    | Germania                   | 100,69            | 0                 | 101,23            | 0                 | 100,69            | 6                 | 105,35                         | 2                              | 6                              | 103,70                         | 0                              | 3                              |
| 4   | 4           | Adam Burgess        | Marea Britanie             | 99,82             | 0                 | 99,64             | 2                 | 99,64             | 3                 | 106,18                         | 2                              | 8                              | 103,86                         | 0                              | 4                              |
| 5   | 5           | Martin Thomas       | Franța                     | 102,75            | 2                 | 102,83            | 4                 | 102,75            | 9                 | 100,65                         | 0                              | 1                              | 104,98                         | 0                              | 5                              |
| 6   | 2           | Matej Beňuš         | Slovacia                   | 99,61             | 0                 | 96,89             | 0                 | 96,89             | 1                 | 106,40                         | 2                              | 9                              | 105,60                         | 2                              | 6                              |
| 7   | 14          | Zachary Lokken      | Statele Unite ale Americii | 99,74             | 0                 | 166,94            | 6                 | 99,74             | 4                 | 105,97                         | 2                              | 7                              | 106,08                         | 2                              | 7                              |
| 8   | 7           | Ander Elosegi       | Spania                     | 103,78            | 4                 | 101,51            | 0                 | 101,51            | 7                 | 103,15                         | 2                              | 3                              | 106,59                         | 2                              | 8                              |
| 9   | 12          | Daniel Watkins      | Australia                  | 158,43            | 54                | 103,07            | 2                 | 103,07            | 10                | 101,28                         | 0                              | 2                              | 108,18                         | 2                              | 9                              |
| 10  | 13          | Takuya Haneda       | Japonia                    | 106,57            | 0                 | 105,15            | 2                 | 105,15            | 13                | 107,82                         | 0                              | 10                             | 109,30                         | 4                              | 10                             |
| 11  | 10          | Matija Marinić      | Croația                    | 100,33            | 0                 | 101,66            | 2                 | 100,33            | 5                 | 109,94                         | 2                              | 11                             | Nu a avansat în faza următoare | Nu a avansat în faza următoare | Nu a avansat în faza următoare |
| 12  | 17          | Alexandr Kulikov    | Kazahstan                  | 109,95            | 2                 | 107,43            | 2                 | 107,43            | 15                | 110,23                         | 2                              | 12                             | Nu a avansat în faza următoare | Nu a avansat în faza următoare | Nu a avansat în faza următoare |
| 13  | 9           | Thomas Koechlin     | Elveția                    | 105,66            | 4                 | 104,57            | 0                 | 104,57            | 12                | 111,20                         | 6                              | 13                             | Nu a avansat în faza următoare | Nu a avansat în faza următoare | Nu a avansat în faza următoare |
| 14  | 6           | Grzegorz Hedwig     | Polonia                    | 109,09            | 6                 | 105,95            | 4                 | 105,95            | 14                | 112,16                         | 4                              | 14                             | Nu a avansat în faza următoare | Nu a avansat în faza următoare | Nu a avansat în faza următoare |
| 15  | 11          | Liam Jegou          | Irlanda                    | 174,57            | 50                | 104,40            | 2                 | 104,40            | 11                | 208,39                         | 100                            | 15                             | Nu a avansat în faza următoare | Nu a avansat în faza următoare | Nu a avansat în faza următoare |
| 16  | 15          | Cameron Smedley     | Canada                     | 161,07            | 54                | 108,12            | 4                 | 108,12            | 16                | Nu a avansat în faza următoare | Nu a avansat în faza următoare | Nu a avansat în faza următoare | Nu a avansat în faza următoare | Nu a avansat în faza următoare | Nu a avansat în faza următoare |
| 17  | 16          | Jean-Pierre Bourhis | Senegal                    | 111,16            | 2                 | 110,93            | 0                 | 110,93            | 17                | Nu a avansat în faza următoare | Nu a avansat în faza următoare | Nu a avansat în faza următoare | Nu a avansat în faza următoare | Nu a avansat în faza următoare | Nu a avansat în faza următoare |
| 18  | 18          | Pavel Eigel         | COR                        | 119,60            | 4                 | NS                | NS                | 119,60            | 18                | Nu a avansat în faza următoare | Nu a avansat în faza următoare | Nu a avansat în faza următoare | Nu a avansat în faza următoare | Nu a avansat în faza următoare | Nu a avansat în faza următoare |